# Nachgelagerte Besteuerung
Das Prinzip der Nachgelagerten Besteuerung besagt, dass Alterseinkünfte (Renten und Pensionen) in voller Höhe der Einkommensteuer unterworfen werden. Im Gegenzug werden die Beiträge oder Aufwendungen zum Erwerb des Rentenanspruchs durch Steuerbefreiungen oder Sonderausgabenabzug einkommensteuerlich freigestellt.
Bis 2004 wurden in Deutschland Renten aus der gesetzlichen Rentenversicherung, berufsständischen Versorgungswerken und der Alterssicherung der Landwirte nur mit dem sogenannten Ertragsanteil besteuert, während die Pensionen von Beamten und Renten aus betrieblicher Altersvorsorge nahezu in voller Höhe der Einkünfte besteuert wurden. In der Einzahlungsphase setzten sich die Gesamtrentenbeiträge jeweils zur Hälfte aus einem Arbeitnehmeranteil und einem Arbeitgeberanteil zusammen. Der Arbeitnehmerbeitrag war als Bestandteil des Bruttogehalts der Einkommensteuer unterworfen, aber durch Sonderausgabenabzug teilweise steuerbefreit; der Arbeitgeberbeitrag war gänzlich steuerfrei. Die später ausgezahlte Rente speiste sich also aus versteuerten und (zum größeren Teil) aus nicht versteuerten Einzahlungen. Um eine unzulässige Doppelbesteuerung des Arbeitnehmeranteils zu vermeiden, wurde nach der alten Rechtslage die Rente bis auf den Ertragsanteil steuerfrei gestellt – dadurch blieb der Arbeitgeberanteil komplett unversteuert. Das Bundesverfassungsgericht entschied auf Klage von Pensionären jedoch, dass die volle Besteuerung der Pensionen und die Nichtbesteuerung von Renten grundgesetzwidrig im Sinne des Gleichbehandlungsgrundsatzes (Art. 3 GG) sei.
Durch das Alterseinkünftegesetz wird daher seit 2005 schrittweise bis 2040 zur nachgelagerten Besteuerung übergegangen. Der Übergang zur nachgelagerten Besteuerung und zur Steuerfreistellung der Altersvorsorgeaufwendungen erfolgt schrittweise, da es im Falle der sofortigen Einführung zu Steuerausfällen und zu Doppelbesteuerungen kommen würde, die aus Gründen der Steuergerechtigkeit unerwünscht sind.
Für den Übergang zur nachgelagerten Besteuerung werden von der Politik drei Gründe angeführt:
- Bindungswirkung und gesetzgeberischer Handlungsauftrag aus der Rechtsprechung des Bundesverfassungsgerichts, welche zum Alterseinkünftegesetz führte
- Staatliche Förderung der privaten kapitalgedeckten Altersvorsorge
- Steuervorteile für den Bürger, da im Rentenalter auf Grund des in der Regel geringeren Einkommens ein niedrigerer Steuersatz zur Anwendung kommt als während des Erwerbslebens. Diese Aussage ist zwar nicht allgemeingültig, trifft aber regelmäßig zu. Dennoch wird dieses Argument teilweise als Werbebotschaft der Regierung zurückgewiesen.